# Балыклы (Кукморский район)
Балыклы (тат. Балыклы) — деревня в Олуязском Сельском поселении Кукморском районе Татарстана.

## География
Расположена на правом притоке реки Бурец, в 19 км к западу от города Кукмор.

## История
Была основана не позднее первой половины XVII века.
В XVIII — первой половине XIX века жители относились к сословию государственных крестьян. Традиционные занятия в этот период — земледелие (в начале XX века земельный надел сельской общины составлял 1187,7 десятин) и скотоводство, также были распространены плотничный, печной, слесарный и валяльно-войлочный промыслы, торговля.
По сведениям 1743 года, в деревне была мечеть.
В «Списке населенных мест по сведениям 1859 года», изданном в 1866 году, населённый пункт упомянут как казённая деревня По конец врага Балыклы 1-го стана Мамадышского уезда Казанской губернии. Располагалась при безымянном ключе, по Казанской просёлочной дороге, в 84 верстах от уездного города Мамадыш и в 12 верстах от становой квартиры во владельческом селе Кукмор (Таишевский Завод). В деревне, в 112 дворах жили 743 человека (380 мужчин и 363 женщины), была мечеть.
В начале XX века здесь действовали мечеть (построена в 1814 г.; разобрана в 1987 г.), мектеб, 3 крупообдирки, водяная мельница, 6 мелочных лавок.
До 1920 года деревня входила в Старо-Юмьинскую волость Мамадышского уезда Казанской губернии. С 1920 года в составе Мамадышского кантона ТАССР. С 10 августа 1930 года в Кукморском, с 1 февраля 1963 года в Сабинском, с 12 января 1965 года в Кукморском районах.
В 1930 году в деревне был организован колхоз, с 1993 года деревня в составе объединения крестьянских хозяйств «Урал», с 2002 года — сельскохозяйственного производственного кооператива «Урал».

## Население

### Демография
| Численность населения, чел. |      |      |      |      |      |      |      |      |      |      |      |      |      |
| 1782                        | 1859 | 1897 | 1908 | 1920 | 1926 | 1938 | 1949 | 1958 | 1970 | 1989 | 2002 | 2010 | 2017 |
| 122                         | 743  | 874  | 1106 | 977  | 992  | 876  | 573  | 515  | 553  | 398  | 342  | 384  | 362  |

Национальный состав деревни — татары.

## Экономика
Основные занятия жителей — полеводство, свиноводство.

## Инфраструктура
В деревне действуют начальная школа (с 1924 г.), клуб (с 1940 г.), библиотека (с 1940 г.), фельдшерско-акушерский пункт (с 1942 г.), хоккейная коробка (с 2017 г.), детская игровая площадка (с 2013 г.).

## Религия
Мечеть (с 1994 г.), медресе (с 2017 г.). 